# لینزی و سیدنی گرینبوش
رِیچل لینزی رِنِـی بوش (انگلیسی: Rachel Lindsay Rene Bush) و سیدنی رابین دِینا بوش (انگلیسی: Sidney Robyn Danae Bush) که هر دو متولد ۲۵ مه ۱۹۷۰ در لس آنجلس کالیفرنیا هستند، دو بازیگر سابق خردسال آمریکایی هستند که بابت نقش‌آفرینی‌شان در سریال خانه کوچک شهرت دارند. این دوقلوهای همسان، فرزندان بازیگر آمریکایی بیلی گرین بوش هستند. برادر بزرگ‌تر آنان کلی گرینبوش نیز بازیگر است.